# Ehrenamt
Ein Ehrenamt ist die Wahrnehmung eines öffentlichen Amtes oder einer gesellschaftlichen Aufgabe im Gemeinwohlinteresse ohne Einkunftserzielung, gegebenenfalls mit Möglichkeiten zum Erhalt einer Aufwandsentschädigung. Die Übernahme eines Ehrenamts ist in der Regel freiwillig.

## Begriffsbestimmung
Ein Ehrenamt ist im ursprünglichen Sinn ein Engagement in öffentlichen Funktionen, legitimiert durch eine Wahl (zum Beispiel in den Vereinsvorstand, zum Ratsmitglied, als Wahlhelfer oder zum Schöffen). Der Begriff ist in der Umgangssprache nicht klar von bürgerschaftlichem Engagement oder Freiwilligentätigkeit abgegrenzt. Im Allgemeinen wird darunter Handeln im Interesse des Gemeinwohls verstanden, bei dem unentgeltliche Arbeit geleistet wird. Eine Aufwandsentschädigung kann gewährt werden. In der Regel ist die ehrenamtliche Tätigkeit freiwillig. Zu bestimmten öffentlichen Ehrenämtern können Bürger jedoch auch verpflichtet werden. Beispiele hierfür sind der Dienst als Schöffe, als Wahlhelfer oder in der Pflichtfeuerwehr als Ergänzung zur Freiwilligen Feuerwehr. Ehrenamtliches Engagement hilft sowohl den Nutznießern als auch den Helfern.
Die Tätigkeit kann regelmäßig (z. B. als Übungsleiter) anlassbezogen (z. B. als Wahlhelfer) oder auch kombiniert (Katastrophenschutz, Freiwillige Feuerwehr) verrichtet werden. Mit dem Begriff der Freiwilligenarbeit (englisch volunteering) werden auch Tätigkeiten in Freiwilligendiensten, wie das freiwillige soziale Jahr (FSJ), das freiwillige ökologische Jahr (FÖJ) oder der Bundesfreiwilligendienst (BFD) beschrieben. Mit ehrenamtlicher Tätigkeit kann gegebenenfalls eine Aufwandsentschädigung verbunden sein.
Um die Bedeutung der fast 100 Millionen Freiwilligen in Europa in der Gesellschaft herauszustellen, wurde vom Europarat das Jahr 2011 zum Europäischen Jahr der Freiwilligentätigkeit erklärt.

## Der Begriff im Wandel
Den mit dem Begriff „Ehrenamt“ verbundenen Bedeutungs- und Wertewandel illustriert sehr anschaulich der diesbezügliche Stichworteintrag in der Allgemeinen Encyclopädie der Wissenschaften und Künste von 1838:

„Ehrenamt, verschieden von Ehrenposten und eine Unterart der Ehrenstellen, bezeichnet ein solches öffentliches Amt, das entweder mit keinem oder nur einem geringen Gehalt, auch, seiner Absicht nach, nicht mit der Hoffnung auf Erlangung eines besoldeten Amtes verbunden ist. Den letzten Zusatz bedarf diese Definition in neuerer Zeit darum, weil es im Staate jetzt Anstellungen gibt, die nicht den Charakter der Ehrenämter haben, welchen wir nachher sogleich näher auseinandersetzen werden, und denen sich doch der Verwaltende kostenlos unterzieht. Dies sind nämlich diejenigen, bei deren Errichtung sogleich die Absicht ist, daß sie darum, besonders von jungen Leuten, ambiert werden sollen, um sich darin die nöthigen Fertigkeiten für besoldete Staatsämter zu erwerben und so zu diesen zu gelangen. Wir meinen damit die Ämter der Asculatoren, Referendarien, Auditoren und unbesoldeten Assessoren bei Landeskollegien und anderen Landesstellen. Daß diese Ämter Ehrenstellen sind, läßt sich nicht bezweifeln, nur nicht Ehrenämter in der eigentlichen jetzigen Bedeutung des Wortes. … Ehrenamt nennt man jetzt ein solches Amt vorzugsweise darum, weil es von den Emolumenten öffentlicher Ämter nichts, als die mit jedem öffentlichen Amte verbundene Würde – Ehre dem Verwalter desselben gibt.“

## Geschichte
In der gesamten abendländischen Tradition, sei es aus der Sicht der klassischen Antike oder der des Christentums, gehört der individuelle Beitrag zum allgemeinen Wohl unverzichtbar zu einem sinnerfüllten Leben. Schon in den Stadtgesellschaften der griechischen Antike war es Sache jedes männlichen Bürgers, sich für das Gemeinwesen zu interessieren, für dessen Wohl zu engagieren und in den Versammlungen über die Belange der Stadt zu diskutieren. Da Sklaven (und Frauen) die produktiven Arbeiten ausführten, verfügten die freien männlichen Bürger über genügend freie Zeit dafür (wie auch im Römischen Reich galt jedoch, dass die Arbeitenden vom öffentlichen Leben ausgeschlossen waren). Wer an solchen Versammlungen nicht teilnahm und sich auch den Angelegenheiten des Gemeinwesens verweigerte, war ein idiótes, also ein Privatmensch: „Wer an den Dingen der Stadt keinen Anteil nimmt, ist kein stiller, sondern ein schlechter Bürger“, formulierte der Athener Perikles in der zweiten Hälfte des 5. Jahrhunderts vor Christus, die speziellen Errungenschaften der attischen Demokratie preisend. Die Hochherzigkeit galt als eine jener Eigenschaften, derer sich vornehm gesinnte Männer befleißigen sollten. Für Aristoteles handelte es sich dabei um eine Form von Freigebigkeit, deren Umfang im Verhältnis zu dem betriebenen Aufwand stand.
Auch im Römischen Reich und später in den italienischen Städterepubliken, die sich in Religion und Moral an der griechischen Philosophie orientierten, war die Tugend der aktiven Bürgerschaft, sich für das Gemeinwohl zu engagieren, gefordert und stark ausgeprägt. So bezeichnete „Magistratur“ das durch Volkswahlen in den Komitien verliehene ordentliche staatliche Ehrenamt (honos; siehe dazu auch cursus honorum).
Eine andere Wurzel des ehrenamtlichen sozialen Engagements findet sich in der christlichen Tradition im Liebesgebot der Bibel. Im Mittelalter zeigte es sich im Falle der Versorgung von Armen mit Almosen. So war es ein wichtiges Anliegen des als Ritterorden gegründeten Johanniterordens, der seit 1099 in Jerusalem ein Spital für Arme, Alte und Kranke unterhielt, den christlichen Glauben zu wahren und Notleidenden zu helfen. Die Ehrenämter in alter Zeit begründeten tatsächlich noch Ansprüche im Hinblick auf Ehre und gesellschaftliche Ehrbarkeit. Adlige, später auch Bürger mit guter Bildung, gesellschaftlichem Ansehen und Reichtum konnten durch die Ämterbekleidung ihre Ehre steigern oder (im Falle der Bürger) zu Ehren gelangen. Damit in Verbindung steht auch der Begriff des Amtsadels.
Während der Frühen Neuzeit wurde der ehrenamtliche Dienst am Gemeinwesen formalisiert und institutionell verankert. Die Mitbestimmung des Bürgertums war in der Preußischen Städteordnung von 1808 festgeschrieben; sie regelte die kommunale Selbstverwaltung und mit ihr die Bedeutung des Ehrenamts. In der preußischen Städteverordnung liegt auch der Ursprung des in Deutschland immer noch üblichen Begriffs der ehrenamtlichen Arbeit. § 191 legte fest, dass die Bürger zur Übernahme öffentlicher Stadtämter verpflichtet werden konnten, ohne dafür Entgelt zu beanspruchen. Ehrenbeamte standen der sozial-karitativen Arbeit vor, die aber Frauen leisteten.
Mit dem Aufstieg des kapitalistischen Wirtschaftssystems und des Besitzbürgertums im Zuge der Industriellen Revolution kam es zu einer Neubewertung nützlichen Wirkens im Dienst der Gesellschaft: Die Dynamik von Produktivität und Arbeit ließ das frühere Ideal der Gemeinwohlorientierung verblassen. „Ein moralischer und tugendhafter Mensch wurde nicht mehr von seiner öffentlichen, für das Gemeinwohl einstehenden Tätigkeit her definiert, sondern von seiner ökonomischen Tätigkeit her bestimmt. Während dieser Zeit begannen sich die bürgerlichen Gesellschaften mehr und mehr als reine Interessengesellschaften zu verstehen, in denen der ursprüngliche politische Freiheitsbegriff auf die Freiheit, die eigenen ökonomischen Interessen durchzusetzen, verkürzt wurde.“
Mitte bis Ende des 18. Jahrhunderts entstanden demgegenüber offizielle und organisierte Systeme der Armenfürsorge und Armenpflege mit ehrenamtlichen Helfern, die als erste Ursprünge der modernen Sozialarbeit gelten können. So entstand 1788 in Hamburg das „Hamburger Armensystem“: Die Stadt wurde in 60 Bezirke mit je drei ehrenamtlichen Armenpflegern eingeteilt, eine Frühform des sozialen Ehrenamtes, wie es heute in verschiedenen Bereichen anzutreffen ist. In der zweiten Hälfte des 19. Jahrhunderts wurde die kommunale Armenpflege durch ehrenamtlich Tätige weiterentwickelt; sie schufen damit die Grundlage für die moderne organisierte Sozialarbeit. In diesem Zusammenhang ist etwa Johann Hinrich Wichern zu nennen, der die soziale Verantwortung des Staats einforderte und mit seinen Erziehungsheimen zum Begründer der Diakonie wurde. Am 9. Juli 1852 erließ die Stadt Elberfeld eine neue Armenordnung – als „Elberfelder System“ künftiges Vorbild der Armenpflege im gesamten Deutschen Reich. Die Stadt wurde in 26 Bezirke aufgeteilt und diese wiederum in Quartiere unterteilt, wobei für jedes Quartier ein ehrenamtlicher Armenpfleger zuständig war. Auch die aufkommende Frauenbewegung erlangte in der Folge Bedeutung für die Vielfalt ehrenamtlicher Tätigkeiten.
Nachdem in der Zeit des Nationalsozialismus das Ehrenamt zwangsweise zum „Wohle des Volksganzen“ ausgeführt werden musste, stand in der Nachkriegszeit eine Neubestimmung von Sinn, Zweck und Anwendungsbereichen ehrenamtlicher Tätigkeit an. Im Jahr 1957 wurde während einer Spezialtagung zum Themenkomplex Werbung und Ethik die Aktion Gemeinsinn in der Evangelischen Akademie Bad Boll zur Förderung des Ehrenamts in der Bundesrepublik Deutschland nach US-amerikanischem Vorbild gegründet.

## Arten von Ehrenämtern
Wie in vielen Bereichen sind begriffliche Einordnungen in englischer Sprache präziser bzw. eindeutiger oder auch gängiger, daher werden hier zum Teil englische Bezeichnungen verwendet. Viele freiwillige Tätigkeiten treffen auf Themenbereiche zu.

### Community Service / Freiwilliger Dienst für die Gemeinschaft / bürgerschaftliches freiwilliges Engagement
Dieser Bereich der Freiwilligenarbeit umschreibt die freiwillige Arbeit für eine Gemeinde oder eine Gemeinschaft, dies kann sowohl im staatlichen, wie im kommunalen als auch im kirchlichen Bereich zutreffen. Beispiele:

#### Religiöser bzw. kirchlicher Bereich
- in kirchlichen Organisationen und in Pfarrgemeinden unabhängig von dort übernommenen Ämtern[7][8][9]
- Diakon mit Zivilberuf (teilweise auch nebenberuflich), Kirchenpfleger, Mitglied der Kirchenverwaltung oder des Pfarrgemeinderats, Erstkommunions- und Firmkatechet

#### Staatlicher und kommunaler Bereich

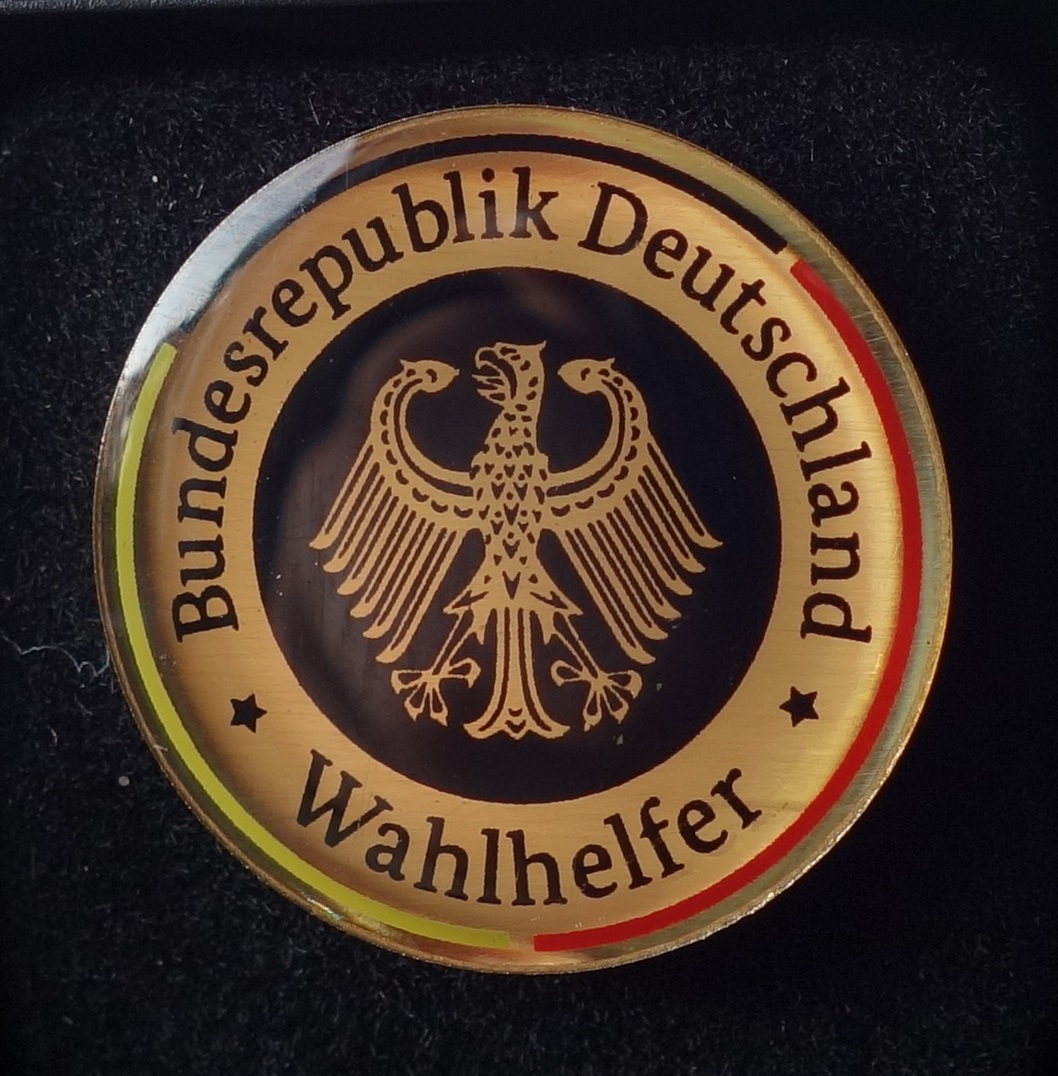
2017 vom Innenministerium gestiftete Ehrennadel für langjährige Wahlhelfer

- die Mitglieder der Volksvertretungen in den Gemeinden und Kreisen: z. B. Gemeinderatsmitglieder, Gemeindevertreter, Stadtverordnete, Kreistagsmitglieder, Ortsvorsteher manchmal mit dem Titel „Bürgermeister“, in kleinen Gemeinden teilweise auch der (tatsächliche) Bürgermeister als Verwaltungsleiter,
- ehrenamtliche Beigeordnete, Ortsvorsteher
- Schöffen, Handelsrichter und andere ehrenamtliche Richter, Laienrichter, Ortsgerichtsvorsteher und -mitglieder
- Schiedsleute
- gerichtlich bestellte Betreuer
- Wahlkonsuln
- aktive Mitgliedschaft und besondere Führungsaufgaben in der Freiwilligen Feuerwehr
- THW-Helfer
- Angehöriger des freiwilligen Polizeidienstes
- als Schülerlotse und Verkehrskadetten
- Helfer bei allgemeinen Wahlen und Volkszählungen

#### Community Service / Dienst an der Gemeinschaft
- in der Deutschen Gesellschaft zur Rettung Schiffbrüchiger, in der Deutschen Lebens-Rettungs-Gesellschaft, in der Wasserwacht, im Arbeiter-Samariter-Bundes, im Roten Kreuz, in der Johanniter-Unfall-Hilfe, beim Malteser Hilfsdienst, aber auch in kleineren Organisationen und anderen vergleichbaren Hilfsorganisationen;
- in der Sozialarbeit, insbesondere der offenen Jugendsozialarbeit, Mitläufer (bei Amtsbesuchen);
- in der Sterbebegleitung als Hospizhelfer oder ehrenamtlicher Familienbegleiter;
- in der Notfallseelsorge, in der Telefonseelsorge und in der Internetseelsorge;
- als Telefonist beim Heimwegtelefon;
- bei Besuchsdiensten für benachteiligte, sich in Krisen befindende oder eingeschränkte Menschen;
- als Pflegebegleiter in der Unterstützung und Begleitung pflegender Angehöriger und nahestehender Pflegepersonen;
- in der Jugendarbeit, insbesondere in den Jugendverbänden;
- als Aktivpate (etwa als Kinderpate, Lernpate, Familienpate oder Jobpate);
- für die Integration von Zugewanderten als Integrationslotse bzw. Integrationsbegleiter;
- als Amtsträger und aktive Mitglieder in einem Verein.

### Corporate Volunteering / Betriebliche Freiwilligenarbeit
Beim Corporate Volunteering handelt es sich um die Förderung von Freiwilligenarbeit durch Unternehmen, die ihren Mitarbeitern eine jährliche Freistellung gewähren, mit der sie sich freiwillig bei einer Wohltätigkeitsorganisation ihrer Wahl engagieren können. Dies soll das Vertrauen und die Loyalität der Verbraucher stärken und das Image eines Unternehmens verbessern und die Mitarbeiterbindung erhöhen.

### Freiwilligenarbeit in der Entwicklungszusammenarbeit
Viele junge Menschen, wie Studenten und Universitätsabsolventen, melden sich in Entwicklungsländern als Entwicklungshelfer, um an Projekten mit lokalen Organisationen zu arbeiten. Zu den Aktivitäten gehören Englischunterricht, Arbeit in Waisenhäusern, Naturschutz, Unterstützung von Nichtregierungsorganisationen und medizinische Arbeit. Internationale Freiwilligenarbeit zielt oft darauf ab, den Teilnehmern wertvolle Fähigkeiten und Kenntnisse zu vermitteln.

### Freiwilligenarbeit im Katastrophenfall
Freiwilligenarbeit spielt häufig eine entscheidende Rolle bei bzw. nach Naturkatastrophen wie Tsunamis, Überschwemmungen, Dürren, Hurrikanen, Großbränden und Erdbeben. Dies kann einerseits ohne formelle Zuteilung zu einer Organisation geschehen oder durch freiwilliges Engagement in Hilfsorganisationen. Beispiele:
unorganisierte und spontane Freiwilligenarbeit im Katastrophenfall
- Beteiligung an Eimerketten
- Befüllen von Sandsäcken

organisierte Freiwilligenarbeit im Katastrophenfall
- aktive Mitgliedschaft und besondere Führungsaufgaben in der Freiwilligen Feuerwehr,
- THW-Helfer
- aktive Mitglieder humanitärer Hilfsorganisationen

### Freiwilligenarbeit in Schulen
Weltweit sind Schulen oft auf die Bemühungen von Freiwilligen und auf Spenden angewiesen, da die staatliche Finanzierung für öffentliche Schulen oftmals zu gering ist. Es werden unter anderem Nachhilfestunden oder Unterricht in Fremdsprachen angeboten.

### Freiwilligenarbeit im Sozialbereich
In vielen Ländern bieten Regierungsorganisationen und Nichtregierungsorganisationen für einen bestimmten Zeitraum die Möglichkeit, einen Freiwilligendienst in Einrichtungen wie Krankenhäusern, Schulen, Gedenkstätten und Wohlfahrtsinstitutionen zu leisten. Der Unterschied zu anderen Arten der Freiwilligenarbeit besteht darin, dass es strenge gesetzliche Vorschriften gibt, welche Organisationen Freiwillige engagieren dürfen und wie lange ein Freiwilliger den Dienst leisten darf. Je nach rechtlicher Voraussetzung wird ein Taschengeld von der Regierung für die Tätigkeit bezahlt. Einrichtungen mit der größten Anzahl an Freiwilligen in Europa sind das Freiwillige Soziale Jahr in Deutschland mit mehr als 50.000 Freiwilligen pro Jahr (in Österreich Freiwilliges Sozialjahr mit weit weniger Freiwilligen) und der Bundesfreiwilligendienst in Deutschland mit etwa 30.000 bis 40.000 Freiwilligen pro Jahr. Weitere Beispiele sind:
- Bundesfreiwilligendienst (BFD)
- Freiwilliges Soziales Jahr / Freiwilliges Sozialjahr (FSJ)
- Helfer der Deutschen Lebens-Rettungs-Gesellschaft (DLRG), Rettungsschwimmer und Ausbilder
- Schwerbehindertenvertretung
- in Krankenhäusern tätige Patientenfürsprecher

Außerhalb dieser definierten Felder findet sich unzählige Male freiwillige soziale Arbeit oder kürzer freiwilliges Helfen.

### Freiwilligenarbeit bei Sportereignissen
Die Abhaltung großer Sportereignisse, wie der Olympischen Spiele oder internationalen Fußballmeisterschaften, wäre ohne die Mitarbeit von Freiwilligen undenkbar.

### Environmental Volunteering / Freiwilligenarbeit im Umweltbereich
Bei der Freiwilligenarbeit im Umweltbereich tragen die Mitarbeiter zum Umweltmanagement oder -schutz bei. Die Freiwilligen führen eine Reihe von Aktivitäten durch, darunter Umweltüberwachung, ökologische Wiederherstellung wie Vegetation und Unkrautentfernung, Schutz gefährdeter Tiere und Aufklärung anderer über die natürliche Umwelt. Beispiele für Freiwilligendienste im Umweltbereich sind:
- Freiwilliges ökologisches Jahr (FÖJ) / Freiwilliges Umweltjahr (FUJ) in Deutschland und Österreich

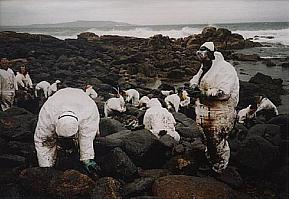
Küstenreinigung in Galicien durch Freiwillige nach Ölpest

### Virtual Volunteering / E-Freiwilligenarbeit / Online-Freiwilligenarbeit / Digitales Ehrenamt
Bei der Online-Freiwilligenarbeit wird freiwillige Arbeit über das Internet mittels eins Computer oder eines Tablet-PCs durchgeführt. Virtuelle Freiwilligenarbeit wird auch als Cyber-Service, Telementoring und Teletutoring sowie als verschiedene andere Namen bezeichnet. Virtuelle Freiwilligenarbeit ähnelt der Telearbeit, mit der Ausnahme, dass es sich dabei nicht um bezahlte Online-Mitarbeiter handelt. Als Untergruppe kann man einen weiteren Bereich anführen:

#### Micro-Volunteering
Micro-Volunteering beschreibt einen Freiwilligen oder ein Team von Freiwilligen, die kleine Aufgaben erledigen, aus denen ein größeres Projekt besteht. Diese Aufgaben kommen häufig einer Forschungs-, Wohltätigkeits- oder Nichtregierungsorganisation zugute. Es unterscheidet sich vom normalen Freiwilligendienst, da die Aufgaben nur Minuten bis einige Stunden dauern und der Freiwillige keine langfristige Verpflichtung eingeht. Als eine Form der virtuellen Freiwilligenarbeit werden die Aufgaben normalerweise online über ein mit dem Internet verbundenes Gerät, einschließlich Smartphones, verteilt und erledigt. Es erfordert in der Regel kein Bewerbungsverfahren, Screening oder keine Schulungsphase, dauert nur wenige Minuten oder einige Stunden und erfordert kein kontinuierliches Engagement des Freiwilligen.

### Weitere Möglichkeiten des freiwilligen Engagements
- Teilnehmer an diversen Freiwilligendiensten,
- Mitglieder von Betriebsräten, Personalräten, Mitarbeitervertretungen und Jugend- und Auszubildendenvertretungen,
- Mitglieder im Jugendhilfeausschuss oder Anstaltsbeirat,
- beorderter Reservist,
- Delegierte, Vertreter und Referenten in berufsständischen Körperschaften.

Zur Übernahme der Ämter von ehrenamtlichen Richtern und Wahlhelfern, sowie zum Dienst in der Feuerwehr oder im Katastrophenfall (Deichhilfe und Hand- und Spanndienste) können Bürger gesetzlich verpflichtet werden. Sie erhalten dann eine gesetzlich festgelegte Aufwandsentschädigung und obligatorische Arbeitsfreistellung.
Wer zur ehrenamtlichen Wahrnehmung hoheitlicher Aufgaben in das Beamtenverhältnis berufen wird (z. B. ehrenamtliche Bürgermeister, Führungskräfte der Freiwilligen Feuerwehren, Handelsrichter und Wahlkonsuln), ist Ehrenbeamter.

## Umfang des Ehrenamts in Deutschland

### Zahlen

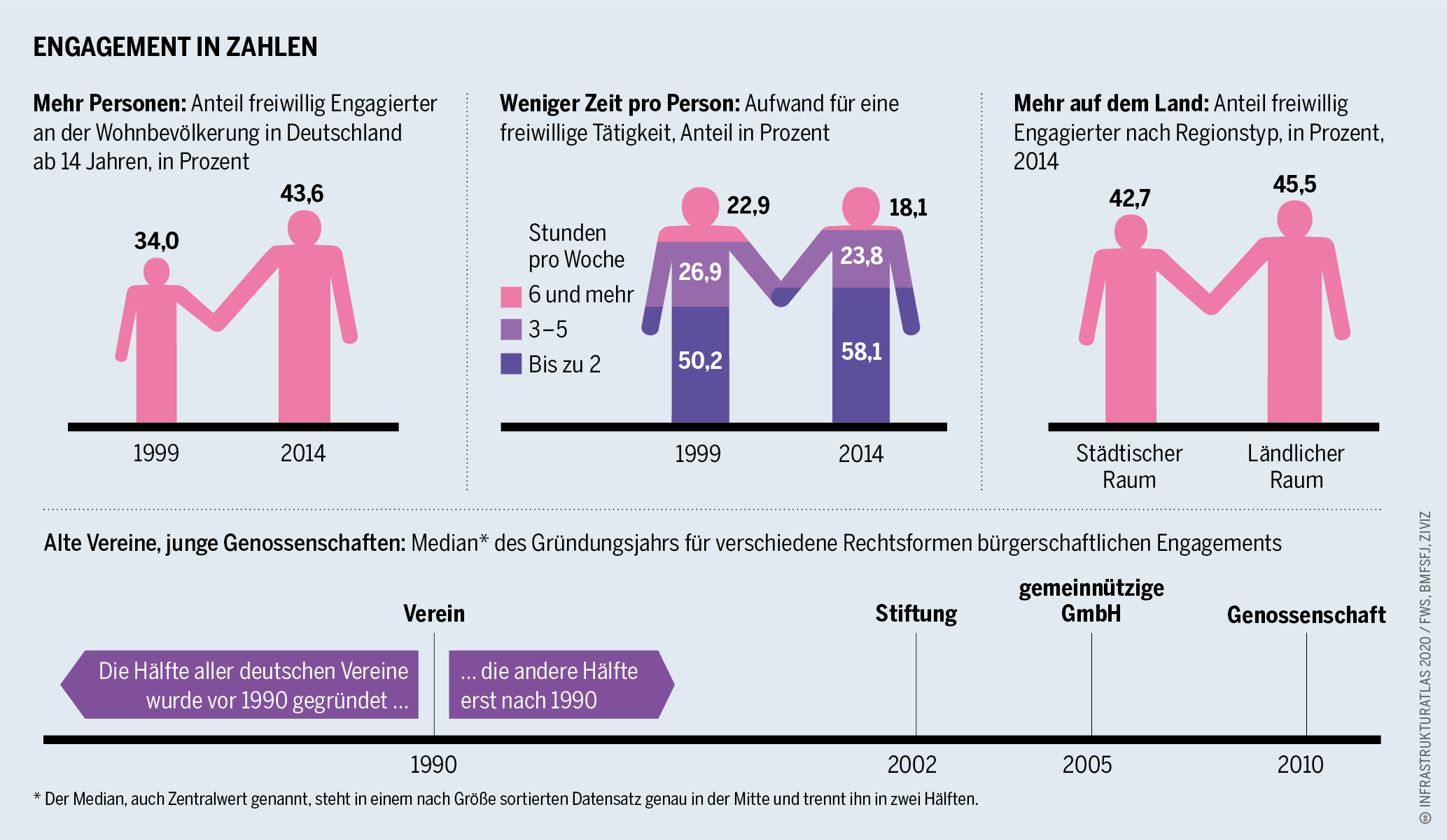
Freiwilliges Engagement in Deutschland – Zahlen und Fakten. Quelle: Infrastrukturatlas 2020

Jeder Dritte in Deutschland engagiert sich ehrenamtlich (siehe Ergebnisse des Freiwilligensurveys oder der Enquête-Kommission zum bürgerschaftlichen Engagement). Ehrenamtliches Engagement ist jedoch mindestens so schwer zu definieren wie der philosophisch weit reichende Begriff des Arbeitens. Die Ergebnisse von Datenerhebungen zum Ehrenamt hängen daher von der jeweiligen Definition ab und die Angaben über die Anzahl der in Deutschland ehrenamtlich tätigen Menschen sind je nach Quelle unterschiedlich. Das Bundesfinanzministerium gibt für das Jahr 2004 an, dass 70 Prozent aller Menschen über 14 Jahre ehrenamtlich tätig waren. Das Deutsche Rote Kreuz geht von 17 Millionen Freiwilligen und Ehrenamtlichen aus. Laut der Allensbacher Markt- und Werbeträger-Analyse (AWA) gab es im Jahr 2018 in Deutschland 15,98 Millionen Menschen, die sich ehrenamtlich betätigten. Eine Untersuchung des Internetportals betterplace.org im Auftrag der Bank ING-DiBa AG kommt auf über 23 Millionen Menschen; die Bereitschaft, sich ehrenamtlich zu engagieren, hätten der Studie zufolge insgesamt 24 Millionen Menschen.

### Bedeutung
Viele Bereiche des öffentlichen und sozialen Lebens würden ohne Ehrenamtliche kaum mehr existieren. Neben Betreuung von Kindern, Kranken und alten Menschen zählen dazu unter anderem: Dienste bei Jugendorganisationen, im Natur- und Umweltschutz, in Agenda-21-Projekten, im Tierschutz, auf Berghütten oder Wandervereinen, in der Bewährungshilfe, Telefonseelsorge, in Caritas oder Diakonie, in Hilfsorganisationen, Umsonstläden, bei der Hausaufgabennachhilfe, als Helfer wie Grüne Damen und Herren in vielen Hospitälern, in der Altenpflege und in Behindertenhilfe-Einrichtungen, in Sport-, Kultur- und anderen Vereinen. Die Freiwilligen Feuerwehren, wichtigste Stütze der aktiven Gefahrenabwehr in Deutschland, haben neben einigen wenigen hauptberuflichen Mitarbeitern (z. B. als Gerätewarte, im Rettungsdienst oder auf ständig besetzten Wachen) größtenteils ehrenamtliche Mitglieder. Auch den Katastrophenschutz der Bundesrepublik Deutschland gewährleisten größtenteils ehrenamtliche Kräfte.
Das Jahr 2001 war das internationale Jahr der Freiwilligen mit zahlreichen Aktionen auf Bundes- und Landesebene. Bund, Länder, aber auch Kommunen versuchen auf vielfältige Weise, die Freiwilligenarbeit bzw. das Ehrenamt zu stärken. Freiwilligenagenturen dienen dazu, Einsatzstellen zu suchen und zu vermitteln.

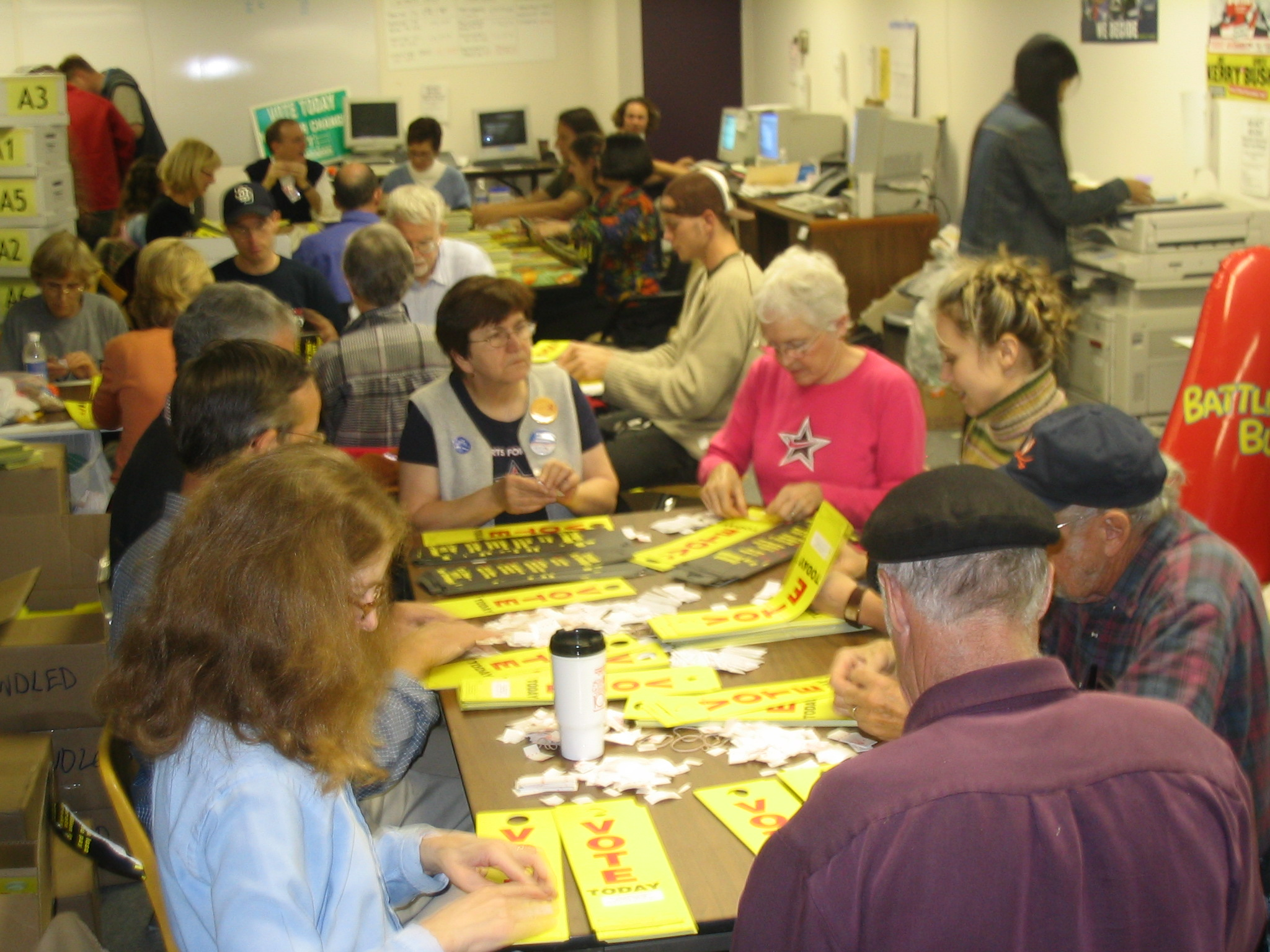
Freiwillige Politik-Helfer

Auch wenn außer dem Verlust des jeweiligen Gehaltes noch Kosten wie für die Ausbildung zu einem Rettungshelfer bei Hilfsorganisationen anfallen können, werden Ämter trotzdem über längere Zeit betrieben, in manchen Fällen sogar zur Lebensaufgabe gemacht. In Deutschland sind langfristige Bindungen an Ehrenämter üblich, verglichen mit den USA, wo sich vor allem für bestimmte Projekte Freiwillige finden lassen (z. B. Schulen renovieren). Die Konzentrationen des Ehrenamts, wie in Gewerkschaften, Verbänden und Kirchen üblich, nehmen jedoch tendenziell ab. Eine Ausnahme sind jedoch die Pfarren, wo sich Ehrenamtliche infolge des Priestermangels stärker als früher einbringen, und Kurzzeitaktionen wie beispielsweise am „Frankfurter Freiwilligentag“. Die Definition des Ehrenamtes kann auch die unbezahlte Familienarbeit, aber auch die Teilnahme an einem Freiwilligen Sozialen Jahr umfassen. In Deutschland erhalten die Freiwilligen Unterkunft, Verpflegung und Taschengeld, die Übernahme der Versicherungskosten sowie gegebenenfalls Kindergeld.

### Ehrenamt und Beruf
Die Ausübung eines Ehrenamts neben dem Beruf ist möglich, aber unter Umständen genehmigungs- oder anzeigepflichtig. Grundsätzlich ist die Ausübung eines Ehrenamts in Deutschland durch das Grundrecht auf freie Entfaltung der Persönlichkeit auf Basis des Art. 2 Abs. 1 GG und die daraus abgeleitete Allgemeine Handlungsfreiheit sowie durch das Grundrecht auf Berufsfreiheit nach Art. 12 Abs. 1 GG geschützt (siehe hierzu: Artikel Nebentätigkeit, Abschnitte „Arbeitsrecht“ und „Dienstrecht“).
Bei der Stellensuche, im Lebenslauf und in Bewerbungsgesprächen war bisher die Ausübung eines Ehrenamts gerne gesehen, weil es einem Bewerber eine soziale Kompetenz zusprach. Bei einigen Arbeitgebern ist es inzwischen unerwünscht, weil es nicht mehr in deren moderne Personalpolitik passt: Der Bewerber könnte seine Arbeitszeit und -kraft vernachlässigen. Deswegen verschweigen viele Beschäftigte aus Angst um ihren Arbeitsplatz ihre freiwilligen Tätigkeiten.
In Deutschland wurde mit dem Job-AQTIV-Gesetz in § 119 Abs. 2 SGB III festgelegt, dass Arbeitslose nicht grundsätzlich vom freiwilligen Engagement ausgeschlossen sind, sofern die berufliche Eingliederung nicht beeinträchtigt wird und ohne Entgelt erbracht wird. Empfänger von Arbeitslosengeld sind aber nach der Verordnung über die ehrenamtliche Betätigung von Arbeitslosen (EhrBetätV) verpflichtet, jede mindestens 15-stündige wöchentliche ehrenamtliche Tätigkeit, unverzüglich der Agentur für Arbeit anzuzeigen (§ 2 Satz 2 EhrBetätV).

### Förderung des Ehrenamts
Der Staat fördert ehrenamtliches Engagement in unterschiedlicher Weise. Ein Beispiel ist das Berliner Jugendhilfe-Ausführungsgesetz: Es sieht vor, dass öffentlich Bedienstete wöchentlich einige Stunden für Jugendarbeit freizustellen sind; werden diese Stunden gebündelt, kann der Personenkreis z. B. auch Sommerferienlager im Sonderurlaubsrahmen betreuen.
Seit dem 26. März 2020 ist die Deutsche Stiftung für Engagement und Ehrenamt für die Stärkung und Förderung des bürgerschaftlichen Engagements und des Ehrenamtes insbesondere in strukturschwachen und ländlichen Räumen tätig.

#### Steuerliche Förderung

##### Einkommensteuer
Einnahmen aus bestimmten nebenberuflichen Tätigkeiten bei ausschließlich und unmittelbar gemeinnützigen, mildtätigen oder kirchlichen Zwecken dienenden Einrichtung (§§ 52 bis 54 der Abgabenordnung) sind bis zu einer Höhe von 3000 Euro jährlich einkommensteuerfrei (§ 3 Nr. 26, 26a EStG). Das gilt auch für Aufwandspauschalen für ehrenamtliche Betreuer und Vormünder ohne Anspruch auf eine Vergütung (§ 3 Nr. 26b EStG, § 1878, § 1808 Abs. 2 BGB) und für Mandatsträger in kommunalen Vertretungskörperschaften (§ 3 Nr. 12 EStG).

##### Umsatzsteuer
Umsätze aus ehrenamtlicher Tätigkeit sind ausnahmsweise umsatzsteuerfrei, wenn die Tätigkeit für juristische Personen des öffentlichen Rechts ausgeübt wird oder wenn das Entgelt für diese Tätigkeit nur in Auslagenersatz und einer angemessenen Entschädigung für Zeitversäumnis besteht (§ 4 Nr. 26 UStG). Nach der ständigen Rechtsprechung des Bundesfinanzhofs werden ehrenamtlich u. a. jene Tätigkeiten ausgeübt, die in einem anderen Gesetz als dem UStG ausdrücklich als solche bezeichnet werden, die man im allgemeinen Sprachgebrauch herkömmlicherweise als ehrenamtlich bezeichnet oder die vom materiellen Begriff der Ehrenamtlichkeit umfasst werden. Der zur Definition der ehrenamtlichen Tätigkeit verwendete Gesetzesbegriff ist im Hinblick auf die europäische Umsatzsteuerharmonisierung enger als der des § 4 AO und umfasst keine Satzungen juristischer Personen des öffentlichen Rechts.
§ 40 Abs. 1 Satz 1 SGB IV bestimmt ausdrücklich, dass etwa die Mitglieder der Selbstverwaltungsorgane der Sozialversicherungsträger sowie die Versichertenältesten und die Vertrauenspersonen ihre Tätigkeit ehrenamtlich ausüben. Die Vorstandsmitglieder der Orts-, Betriebs- und Innungskrankenkassen sowie Ersatzkassen üben ihre Tätigkeit dagegen hauptamtlich aus (§ 35a Abs. 3 Satz 1 SGB IV).
Die Tätigkeit im Aufsichtsrat einer Volksbank wird im allgemeinen Sprachgebrauch herkömmlicherweise nicht als ehrenamtlich bezeichnet.
Ergibt sich die Bezeichnung „ehrenamtlich“ weder aus einem Gesetz noch lässt sich ein diesbezüglicher Sprachgebrauch ermitteln, bedarf es einer Bestimmung des materiellen Begriffsinhalts. Im öffentlich-rechtlichen Bereich ist darunter die unentgeltliche Mitwirkung natürlicher Personen bei der Erfüllung öffentlicher Aufgaben zu verstehen, die auf Grund behördlicher Bestellung außerhalb eines haupt- oder nebenamtlichen Dienstverhältnisses stattfindet und für die lediglich eine Entschädigung besonderer Art gezahlt wird. Das gilt etwa im Anwendungsbereich des Justizvergütungs- und -entschädigungsgesetzes für die Tätigkeit herangezogener Sachverständiger, Dolmetscher und Schöffen.
Für den nicht-öffentlichen Bereich kommt es nach dem materiellen Begriffsinhalt auf das Fehlen eines eigennützigen Erwerbsstrebens, die fehlende Hauptberuflichkeit und den Einsatz für eine fremdnützig bestimmte Einrichtung an, beispielsweise bei der Tätigkeit in Gremien der berufsständischen Kammern und Verbände. Deutet dagegen der Zeitaufwand der Tätigkeit auf eine hauptberufliche Teilzeit- oder sogar Vollzeitbeschäftigung hin oder wird ein Entgelt nicht lediglich im Sinne einer Entschädigung für Zeitversäumnis oder eines Verdienstausfalls gezahlt, sondern orientiert sich an der Qualifikation des Tätigen und seiner Leistung, steht das dem Begriff der ehrenamtlichen Tätigkeit entgegen.
Als angemessen gilt regelmäßig eine Entschädigung in Höhe bis zu 50 Euro je Tätigkeitsstunde, sofern die Vergütung für die gesamten ehrenamtlichen Tätigkeiten im Sinne des § 4 Nr. 26 Buchstabe b UStG den Betrag von 17.500 Euro im Jahr nicht übersteigt.

#### Sozialversicherung
Mit einer Grundsatzentscheidung hat das Bundessozialgericht festgestellt, dass Ehrenämter in der gesetzlichen Sozialversicherung grundsätzlich beitragsfrei sind, auch wenn hierfür eine angemessene pauschale Aufwandsentschädigung gewährt wird.

#### Unfall- und Haftpflichtversicherung
Vielfach versichern Vereine, große Wohlfahrtsorganisationen und Institutionen die ehrenamtlich Tätigen gegen Unfall- und Haftpflichtschäden. Die Bundesländer Hessen, Nordrhein-Westfalen, Mecklenburg-Vorpommern, Berlin und Brandenburg bieten darüber hinaus einen Versicherungsschutz für die, die bei ihrer ehrenamtlichen Tätigkeit sonst keinen hätten.
Für die Versicherung von ehrenamtlich Tätigen gilt, dass durch Vereins- bzw. Betriebshaftpflichtversicherungen die Schäden ersatzfähig sind, die auf fahrlässigem Fehlverhalten eines Organs (Hauptamtliche, Freiwillige) beruhen oder durch einen Dritten entstanden sind. Nicht versichert sind die durch vorsätzliches Handeln entstandenen Schäden.
Eine sehr große Bedeutung für bürgerschaftliches Engagement kommt der gesetzlichen Unfallversicherung zu, die 1996 als Siebtes Buch Sozialgesetzbuch (SGB VII) eingeordnet und im Januar 2005 novelliert wurde (§ 2 Abs. 1 Nrn. 9, 10 SGB VII).
Der Gesetzgeber hat darüber hinaus diejenigen Ehrenamtlichen gesetzlich pflichtversichert, die für bestimmte öffentlich-rechtliche Institutionen oder im Interesse der Allgemeinheit tätig werden. Nur diese stehen unter diesem besonderen Versicherungsschutz, andere Engagierte genießen diesen Unfallschutz nicht. Zu denen, die gesetzlich pflichtversichert sind, gehören:
- ehrenamtlich Tätige in Rettungsunternehmen,
- ehrenamtlich Tätige in öffentlichen Einrichtungen, deren Verbänden und Arbeitsgemeinschaften sowie in öffentlich-rechtlichen Religionsgemeinschaften und im Bildungswesen,
- Ehrenamtliche in der Wohlfahrtspflege,
- Ehrenamtliche in landwirtschaftsfördernden Einrichtungen,
- Ehrenamtliche, die wie Beschäftigte tätig sind (z. B. ein Vereinsmitglied, das beim Neubau eines Vereinshauses freiwillig tätig ist),
- Personen, die in Vereinen oder Verbänden im Auftrag oder mit Zustimmung von Kommunen freiwillig tätig werden. Im Auftrag werden die Engagierten tätig, wenn es sich um ein eigenes Projekt der Gemeinde handelt, z. B. Schulvereine übernehmen die Renovierung von Klassenzimmern oder Anwohner bauen einen Kinderspielplatz.
- Gewählte Ehrenamtsträger in gemeinnützigen Organisationen: Gemeinnützige Vereine können für ihre gewählten Vorstände, Kassenwarte o. Ä. auf freiwilliger Basis eine Unfallversicherung abschließen.
- Freiwillig Engagierte, die sich in Gremien von Arbeitgebern und Arbeitnehmern ehrenamtlich engagieren.

Die Feststellung, welcher Versicherungsträger für bestimmte Tätigkeitsfelder ehrenamtlicher Arbeit zuständig ist, richtet sich in aller Regel nach der Art des Aufgabenbereiches sowie der Organisations-/Rechtsform der betreffenden Organisation. Bei Ehrenamtlichen, die in der Kommune tätig sind, ist entweder die Unfallversicherung Bund und Bahn, die jeweilige Landesunfallkasse oder der betreffende Gemeindeunfallversicherungsverband zuständig.
Bei privater Trägerschaft ist in aller Regel eine gewerbliche Berufsgenossenschaft zuständig. Für Freiwillige sind dies insbesondere die Berufsgenossenschaft für Gesundheitsdienst und Wohlfahrtspflege sowie die Verwaltungs-Berufsgenossenschaft. Organisationen melden die Anzahl der Ehrenamtlichen in ihrer Organisation bei der jeweiligen Berufsgenossenschaft an.
Manche Bundesländer haben über ihre gesetzliche Verpflichtung hinaus Maßnahmen getroffen, um Ehrenamtliche abzusichern. Beispielsweise haben Bayern, Baden-Württemberg und das Saarland Sammelversicherungsverträge abgeschlossen, durch die Ehrenamtliche im Rahmen gemeinwohlorientierter Tätigkeiten unter bestimmten Umständen unfall- und/oder haftpflichtversichert sind.
Einige Formen der Ehrenamtlichkeit bleiben jedoch von der gesetzlichen Unfallversicherung unberührt. Sollten Ehrenamtliche bzw. Organisationen feststellen, dass ihre ehrenamtlichen Mitarbeiter nicht durch die gesetzliche Unfallversicherung geschützt sind, können sie dies etwa auch durch Abschluss von Gruppenversicherungen bei privaten Versicherungsträgern erreichen. Bei Vereinen, die dem Deutschen Sportbund angehören, ist dies für alle Mitglieder generell der Fall. Andere Organisationen bieten diesen Versicherungsschutz für Engagierte, die besonders gefährdete Aufgaben übernehmen, etwa im Bereich Umwelt- und Naturschutz. Für eine Organisation bzw. ihren Träger besteht jedoch keine Verpflichtung, die für sie ehrenamtlich Tätigen zu versichern.
Ist der gesetzliche oder private Versicherungsschutz über den Träger unzureichend oder vielleicht gar nicht vorhanden, sollten Ehrenamtliche privat vorsorgen. In diesem Fall können sie individuell eine private Unfallversicherung abschließen. Deren Schutz erstreckt sich auch auf die ehrenamtliche Tätigkeit.

#### Übernahme von GEMA-Gebühren
Zur Förderung des Ehrenamts übernimmt Bayern seit dem 1. April 2023 im Rahmen einer Pauschalregelung die GEMA-Gebühren für bis zu vier eintrittsfreie Vereinsfeste pro Jahr für gemeinnützige, ehrenamtliche Vereine. Bestimmte Veranstaltungen – beispielsweise Konzerte – sind davon jedoch nicht abgedeckt.
Gleiches plant die Hessische Landesregierung mit ihrem 11+1 Programms für Hessen.

#### Entschädigung für Verdienstausfall
Durch Gesetze zum Ehrenamt in der Jugendarbeit ist es in einigen Ländern der Bundesrepublik Deutschland möglich, eine Entschädigung für den Verdienstausfall des ehrenamtlich Tätigen zu erhalten. In Hessen etwa gewährt das „Gesetz zur Zusammenführung und Änderung von Vorschriften der Kinder- und Jugendhilfe“ in der Fassung vom 18. Dezember 2006 einen Anspruch auf Freistellung gegenüber dem Arbeitgeber und die Lohnfortzahlung durch die Bereitstellung von Haushaltsmitteln im Landeshaushalt. Die insoweit anfallenden Kosten werden dem Arbeitgeber aus dem Landeshaushalt ersetzt. Dadurch soll die Auseinandersetzung mit Arbeitgebern über die Frage beendet werden, wer die finanziellen Mittel für die Lohnfortzahlung bereitstellt.
Personen, die sich freiwillig zum ehrenamtlichen Dienst im Technischen Hilfswerk verpflichtet haben, haben nach dem bundesweiten Gesetz über das Technische Hilfswerk ein Recht auf Freistellung von der Arbeit mit Entgeltausgleich; Ähnliches ist in Landesgesetzen zum Beispiel für Ehrenamtliche bei der Freiwilligen Feuerwehr festgelegt. Der Bayrische Landtag einigte sich im März 2017 auf einen weiter gehenden Gesetzesentwurf, der allgemeiner im Falle eines Einsatzes, dem eine offizielle Alarmierung der Helfer vorausgeht, allen betreffenden ehrenamtlichen Einsatzkräften von Hilfsorganisationen einen Anspruch auf Arbeitsfreistellung bei vollem Gehalt gewährt.

#### Qualifizierung
Eine Qualifizierung oder Fortbildung ist in vielen Bereichen ehrenamtlicher Tätigkeit oder anderer Freiwilligenarbeit nicht gesetzlich vorgeschrieben. Weiterbildungskosten für eine (unentgeltliche) ehrenamtliche Tätigkeit sind für den Ehrenamtlichen zudem nicht steuerlich absetzbar. In der Jugendhilfe allerdings sollen ehrenamtlich tätige Personen gemäß § 73 SGB VIII „bei ihrer Tätigkeit angeleitet, beraten und unterstützt“ werden.
Teils bieten Freiwilligenagenturen und -organisationen und Sozialverbände Qualifizierungs- und Fortbildungsveranstaltungen an. Hinzu kommen ggf. Gruppentreffen für den Erfahrungsaustausch und für Fallbesprechungen. Diese Angebote, die eine verpflichtende Voraussetzung für die Ausübung der ehrenamtlichen Tätigkeit für die betreffende Organisation sein können, tragen zur Qualitätssicherung bei.

#### Kein Kündigungsschutz
Ehrenamtlich tätige Personen haben in ihrem Hauptamt in der Regel kein Recht auf besonderen Kündigungsschutz, sofern dies nicht durch eine gesetzliche Grundlage geregelt ist (z. B. in Hessen für Gemeindevertreter nach § 35a Hessische Gemeindeordnung (HGO)).
Hinsichtlich der ehrenamtlichen Tätigkeit selbst besteht jedenfalls kein Kündigungsschutz. Eine ehrenamtliche Tätigkeit ist kein Arbeitsverhältnis, entschied das Bundesarbeitsgericht im April 2013.

#### Anerkennung erworbener Erfahrung, Auszeichnungen

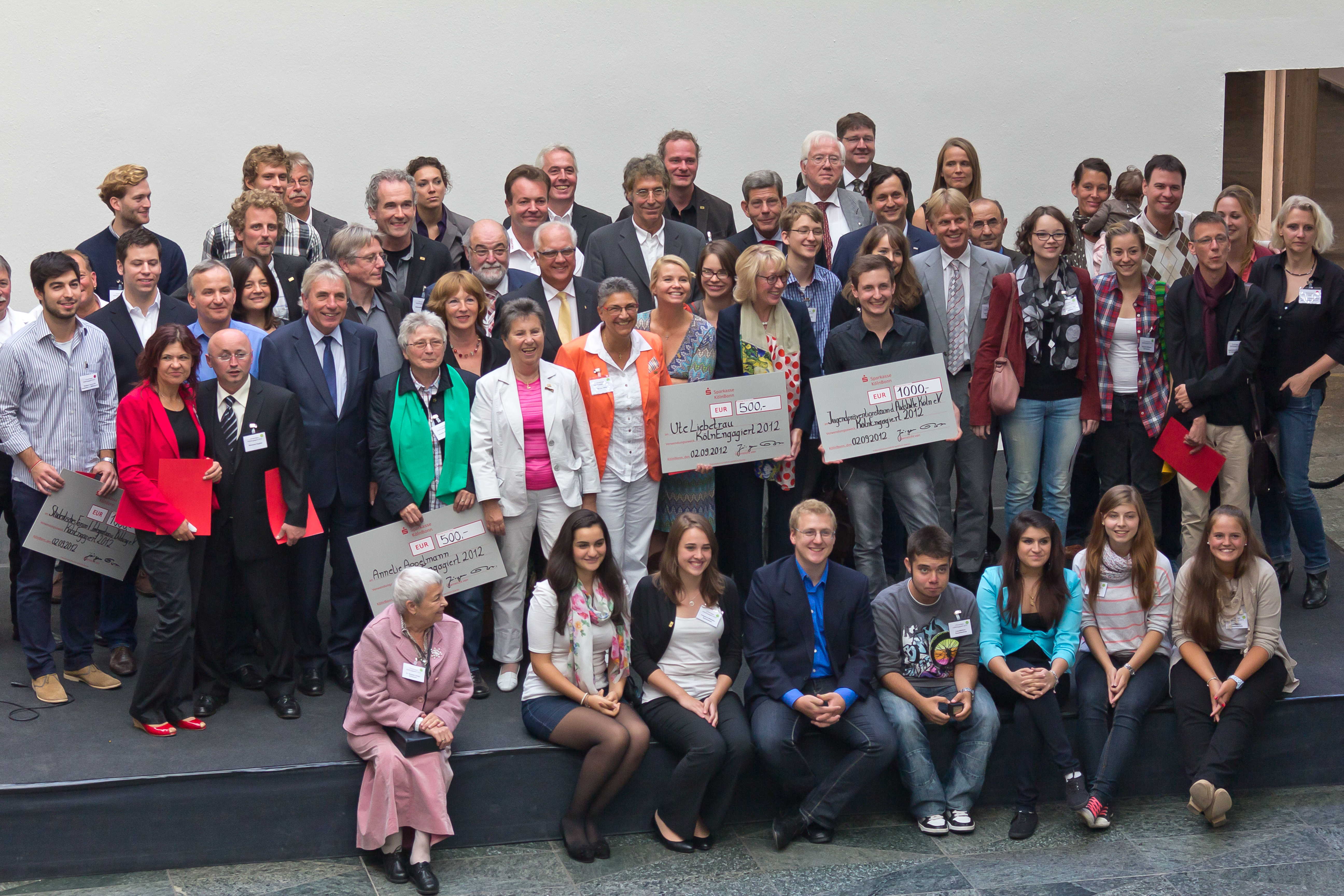
Verleihung der Ehrenamtspreise „KölnEngagiert 2012“ durch die Kölner (Ober)Bürgermeister sowie der Ehrenamtspatin Annette Frier

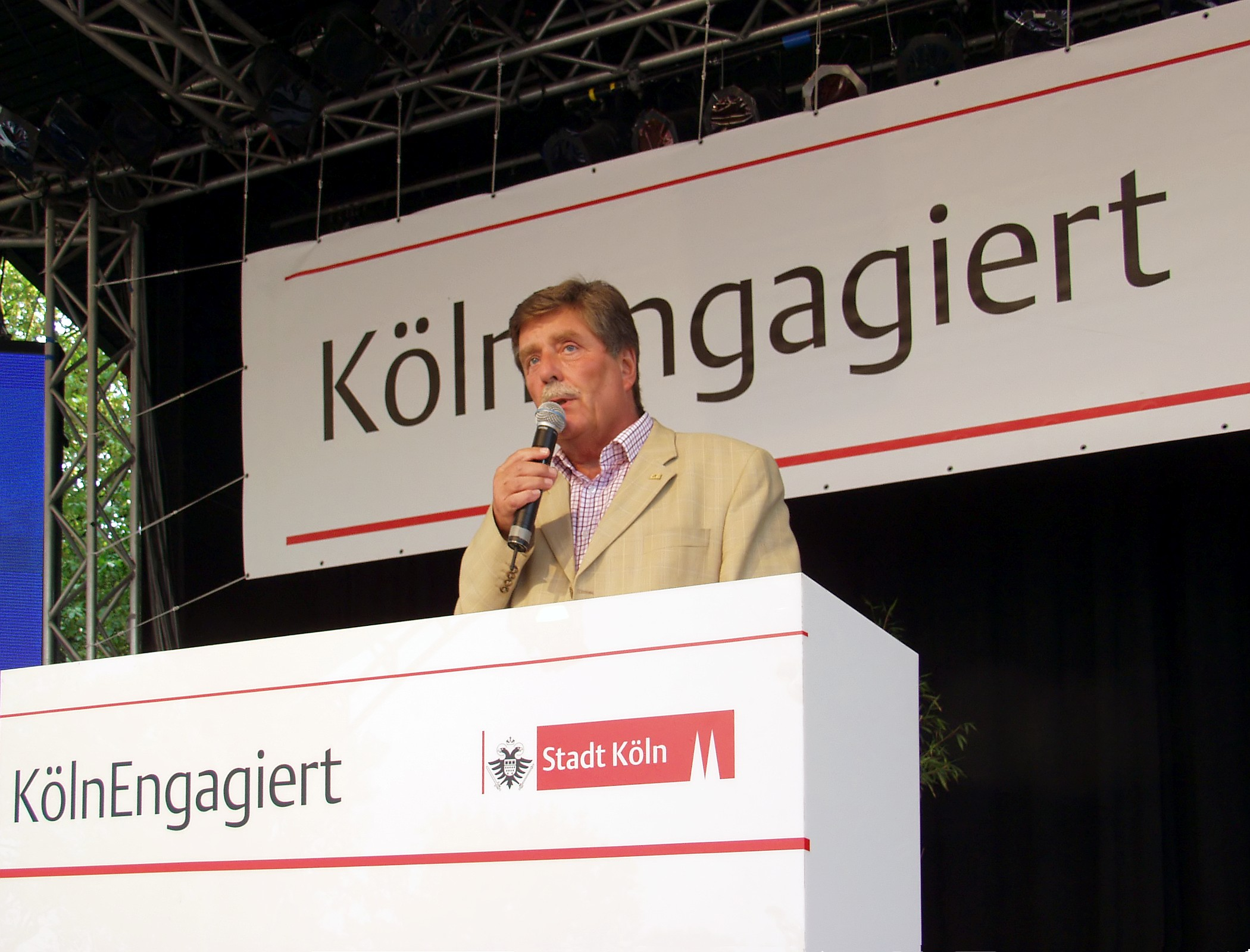
Fritz Schramma, damaliger Oberbürgermeister von Köln hält Laudatio am Kölner Ehrenamtstag 2007.

Außerhalb des Berufes erworbene Kompetenzen können mit dem Instrument zur Erfassung von Schlüsselkompetenzen (IESKO) in die berufliche Eignungsdiagnostik eingebracht werden. Dieses Instrument kann bei der Berufsberatung eingesetzt werden, um Arbeitssuchenden ein umfassenderes Bild ihrer eigenen Fähigkeiten zu vermitteln, oder es kann im Personalwesen zu Hilfe gezogen werden.
In der Schule sollen nicht nur besondere Leistungen und besonderer persönlicher Einsatz in der Schule selbst gefördert werden, auch das besondere Engagement von Schülern in außerschulischen ehrenamtlichen Tätigkeiten soll im Zeugnis gewürdigt werden. Dazu werden etwa nach § 49 Schulgesetz Nordrhein-Westfalen „außerschulische, insbesondere ehrenamtliche Tätigkeiten“ in Zeugnissen und Bescheinigungen über die Schullaufbahn dokumentiert und gewürdigt.
Bei den Vergabekriterien für Verdienstorden und Auszeichnungen spielt ehrenamtliches Engagement meist eine große Rolle (siehe auch oben zur Geschichte des Ehrenamts). Mehrere Bundesländer und Städte vergeben Freiwilligenpässe oder auch sogenannte „Ehrenamtskarten“ (E-Card) zur Dokumentation von Leistungen, Kompetenzen und Fortbildungen und als Anerkennung für die geleistete Arbeit. Die „Ehrenamtskarten“ zeichnen Menschen aus, die unter verschiedenen Kriterien ehrenamtlich tätig sind, und bieten den Inhabern eine Reihe von Vergünstigungen. Als Beispiele seien die Bremer Ehrenamtskarte und die niedersächsische Ehrenamtskarte genannt.
Der „Kompetenznachweis Ehrenamt“ des Landes Hessen und der „Frankfurter Nachweis über bürgerschaftliches Engagement“ der Stadt Frankfurt am Main steht hingegen für alle Menschen offen, die sich mindestens 80 Stunden im Jahr freiwillig engagieren. Sie dienen als Nachweise über im Ehrenamt ausgeführte und gewonnene Fähigkeiten und Kenntnisse und können potentiellen Arbeitgebern vorgelegt werden (siehe dazu jedoch auch oben zur Rolle des Ehrenamtes in Deutschland).
Speziell für Ehrenamtliche im Bereich der Jugendarbeit gibt es auch bundesweit die Jugendleiter/in-Card (Juleica). Diese ist nicht nur eine Form der Anerkennung, sondern zugleich auch Nachweis für die absolvierte Qualifikation (Jugendleiter-Schulung) und dient als Legitimation, beispielsweise gegenüber Behörden.

#### Anerkennungssysteme für Ehrenamt
In Schottland entwickelte das Jugendinformationszentrum Young Scot ein System zur Förderung ehrenamtlicher Tätigkeiten. Jugendliche erhalten bei verschiedenen Aktivitäten Punkte, die dann gegen „Rewards“ (englisch reward ‚Belohnung, Entlohnung‘) eingelöst werden können.
Ein ähnliches System hat die österreichische Stadt Bregenz mit dem Projekt „Bre!ak“ seit dem Jahr 2004. Jugendlichen engagieren sich bei diesem Projekt in verschiedenen Einrichtungen der Stadt und erhalten für ihre Tätigkeit Punkte, die sie beispielsweise gegen Eintrittskarten oder Skipässe eintauschen können.
Die Ideen von Bre!ak und Young Scots wurden vom Jugendinformationszentrum Vorarlberg aufgegriffen und für das österreichische Bundesland Vorarlberg umgesetzt. Ausgangspunkt für die Überlegungen eines Anerkennungssystems für freiwillig engagierte Jugendliche war eine Studie der Fachhochschule Vorarlberg im Jahr 2014 zum Thema „Bürgerschaftliches Engagement und Sozialkapital in Vorarlberg 2014“. Daraus resultierend wurde in einem partizipativen Prozess mit über 40 Organisationen und Jugendlichen das Anerkennungssystem aha plus entwickelt. Gemeinsam mit einem Kernteam – bestehend aus Organisationsvertretern und Jugendlichen – wurde das Projekt entwickelt und für ganz Vorarlberg umgesetzt.
Ebenso wie die Vorbilder aus Schottland und Bregenz können Jugendliche im Alter zwischen 12 und 24 Jahren mit aha plus bei sogenannten Quests, also ehrenamtlichen Tätigkeiten, Punkte sammeln und diese gegen sogenannte Rewards eintauschen. Ziel all dieser Projekte ist es freiwilliges Engagement von Jugendlichen zu stärken und damit die Lebensqualität für alle zu steigern. Seit Juni 2019 können Jugendliche bei Bewerbungen den aha plus Engagement-Nachweis herunterladen und so ihre freiwilligen Tätigkeiten nachweisen.

## Ehrenamt in anderen Ländern
Der Stellenwert des Ehrenamts in einem Land hängt von mehreren Faktoren ab, wie Geschichte, Tradition und Stand des öffentlichen Sozialsystems.

### Europa
Einigermaßen vergleichbare Zahlen über den Anteil der erwachsenen Bevölkerung in europäischen Ländern, die ehrenamtlich tätig ist, findet man auf der Website der europäischen Nichtregierungsorganisation CEV (Centre Européen du Volontariat/The European Volunteer Centre, siehe Weblinks) in Brüssel, die für verschiedene EU-Länder Studien über den Stand des Ehrenamtes macht. Die verwendeten Definitionen für die ehrenamtliche Tätigkeit sind allerdings uneinheitlich und entstammen nationalen Quellen. Immerhin scheint es plausibel, wenn unter den großen EU-Ländern das Vereinigte Königreich an der Spitze steht, gefolgt von Deutschland, Frankreich und Polen. So beträgt die Wertschöpfung durch soziale Arbeit in Deutschland mehr als 75 Milliarden Euro; in Frankreich entspricht diese etwa 750.000, in Italien 300.000 Ganztags- und Vollzeit-Arbeitsplätzen; in Großbritannien sind mehr als 200.000 gemeinnützige Organisationen bekannt.

### USA
Ein Beispiel für eine hohe ehrenamtliche Beteiligung der Bevölkerung sind die USA. Die ersten Siedler waren sehr auf gegenseitige private Hilfe angewiesen. Die vorherrschenden Religionen in den USA bieten selten die Wohltätigkeit von Klöstern oder sonstigen religiösen Einrichtungen an. Die Demokratie ist schon relativ alt und das öffentliche Sozialsystem weniger entwickelt als in Europa.
Während des Sezessionskrieges nähten Frauen Bekleidung für die Soldaten. Clara Barton begann mit einer Gruppe von Freiwilligen medizinische Hilfe für die Soldaten zu leisten. 1881 gründete sie das Amerikanische Rote Kreuz und begann Ehrenamtliche zur Katastrophenhilfe zu mobilisieren. Eng damit verknüpft ist die Arbeit der 1940 gegründeten American Women’s Voluntary Services (AWVS), ein freiwilliger Kriegshilfsdienst, in dem US-amerikanische Frauen in verschiedenen Tätigkeiten eingesetzt wurden.

## Motive ehrenamtlich Engagierter

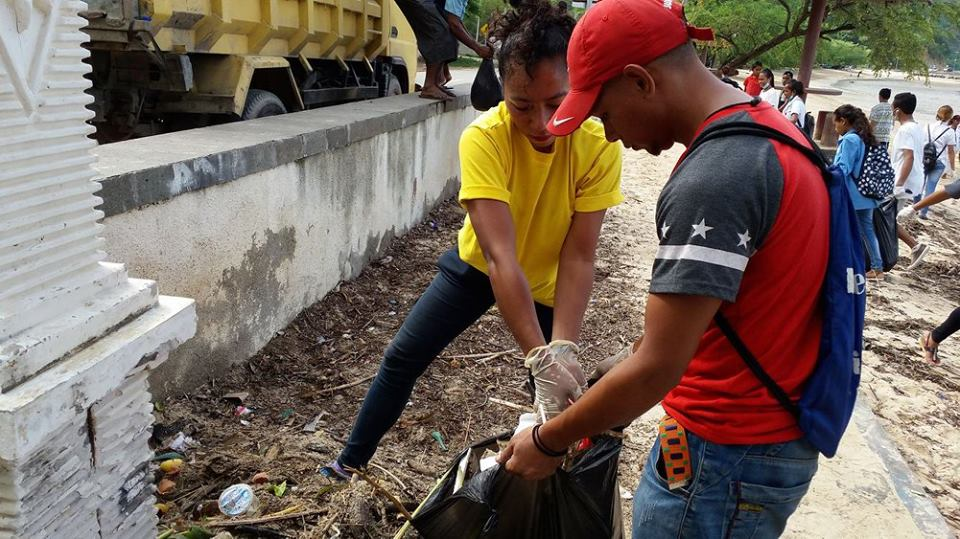
Müllsammeln durch Freiwillige in Osttimor

Ehrenamtliches Engagement ist die am weitesten verbreitete und alltägliche Form prosozialen Handelns, obschon es als solches von der Sozialpsychologie erst relativ spät entdeckt wurde (Penner, 2002). Doch ist ehrenamtliches Engagement, dem meist ein langfristiger und Planungsprozess zuvor geht, selten ausschließlich prosozial oder altruistisch motiviert. Ein funktionaler Ansatz nimmt an, dass ehrenamtliches Engagement für verschiedene Menschen diverse Funktionen erfüllt (Fitch, 1987; Snyder, 1993) und dass sich die Motivation zum Hilfeverhalten über die Zeit ändern kann. Clary und Snyder (Clary und Snyder, 1990/1991; Clary u. a., 1992) haben die klassischen Theorien der Einstellungsforschung zum Ausgangspunkt genommen, um aus explizit funktionaler Perspektive die empirische Forschung zum ehrenamtlichen Engagement zu überblicken, und ein Set von sechs Funktionen, die ehrenamtliches Engagement erfüllen kann, abgeleitet:
- soziale Verantwortung (values): Ehrenamt als Möglichkeit, altruistischen oder humanistischen Motiven Ausdruck zu verleihen (z. B. „ich kann etwas zu einer Sache beitragen, die mir wichtig ist“),
- Selbsterfahrung (understanding): Ehrenamt als Ermöglichung neuer Lernerfahrungen (z. B. „durch das Ehrenamt lerne ich viel und kann praktische Erfahrung sammeln“),
- soziale Bindung (social): Ehrenamt als Anpassung an das soziale Umfeld und die Möglichkeit, neue soziale Kontakte zu knüpfen (z. B. „Menschen, die mir nahestehen, fordern mich zu ehrenamtlichem Helfen auf“),
- Karriere (career): Volunteering als Möglichkeit zur Aneignung karrierebezogener Fertigkeiten und die Möglichkeit, Arbeitskontakte zu knüpfen (z. B. „das Ehrenamt ermöglicht es mir, verschiedene berufliche Tätigkeitsfelder auszuprobieren“),
- Schutzfunktion (protective): Ehrenamt als Möglichkeit zum Abbau von Schuldgefühlen oder eigenen Problemen (z. B. „das Ehrenamt bietet die Möglichkeit, meinen eigenen Problemen zu entkommen“),
- Selbstwert (enhancement): Ehrenamt zur Verbesserung des Selbstwertgefühls und zum persönlichen Wachstum (z. B. „durch das Ehrenamt fühle ich mich wertvoll“).

Eine Ergänzung dieser Zusammenstellung ist von Bierhoff et al. (2007) vorgestellt worden:
- politische Verantwortung (z. B. die Hoffnung, politische Veränderungen herbeizuführen).
- persönlicher Erlebnisbereich (z. B. eigene Inanspruchnahme einer solchen Organisation in der Vergangenheit).

Das in Umfragen am häufigsten genannte Motiv freiwilligen Engagements ist das Bedürfnis der Bürger zur gesellschaftlichen Mitgestaltung, wenigstens oder gerade im Kleinen. Dazu kommt der Wunsch nach sozialen Kontakten und sozialer Einbindung. Altruistische Motive, Spaß zu haben und mit sympathischen Menschen in Kontakt zu kommen, stehen im Vordergrund der konkreten Erwartungen an die freiwillige Tätigkeit. „Für drei Viertel […] ist es darüber hinaus wichtig, Kenntnisse und Erfahrungen zu erweitern. Ein möglicher beruflicher Nutzen ist dagegen nur für eine Teilgruppe von rd. 20 % von Bedeutung“ (Rosenbladt/Picot 1999). An der Situation hat sich 2004 nicht viel verändert. Allerdings nimmt bei jungen Leuten und Arbeitslosen die sogenannte „Interessensorientierung“ (eigene Interessen und Probleme sowie der berufliche Nutzen als Hintergrund des Engagements) deutlich zu (übernommen aus dem Artikel Freiwilligensurvey).
Viele Ehrenamtliche gleichen mit ihrem Engagement die Anforderungen bezahlter Berufstätigkeit aus: Wer beispielsweise in der Buchhaltung arbeitet, will ehrenamtlich mit Menschen zu tun haben. Auch werden Tätigkeiten gewählt, in denen man im „normalen Leben“ nicht gebrauchte fachliche Fähigkeiten und Kenntnisse anwenden kann oder um im Falle von Arbeitslosigkeit überhaupt eine sinnvolle Beschäftigung zu haben. Das CEV (siehe Weblinks) fand als zusätzliche Gründe das Streben nach „lebenslangem Lernen“ (a Lifelong Learning Policy) und die Hoffnung auf einen Weg (zurück) in (Voll-)Beschäftigung (Volunteering as a route (back) to employment). Oftmals verfolgen Ehrenamtliche zu Beginn spezifische Entwicklungsziele (z. B. Kompetenzerwerb, Persönlichkeitsentfaltung). Langfristig binden jedoch eher die Erfüllung allgemeiner, sozialer Bedürfnisse (z. B. Zugehörigkeitsgefühl, Anerkennung) und die Verwirklichung persönlicher Werte (z. B. Sinnerleben, Hilfsbedürfnis). Ein zufriedenstellendes und erfüllendes ehrenamtliches Engagement benötigt Raum und Möglichkeiten zur Realisierung einer Vielzahl von Motiven (Wenzel/Beerlage/Springer 2012).
Studien zeigen, dass Tätigkeitsmerkmale ehrenamtlichen Engagements, wie etwa Autonomie, Rückmeldung oder die Bedeutsamkeit der Aufgabe, Einfluss auf die Zufriedenheit der ehrenamtlich Engagierten haben. Die Zufriedenheit wiederum ist mit der Fortsetzungsintention und dem aktuellen Fluktuationsverhalten korreliert. Nach einer Studie aus dem Jahr 2012 sind über ein Drittel der Gründe zur Beendigung eines freiwilligen Engagements auf mangelhafte Rahmenbedingungen in Organisation, Team und Führung zurückzuführen. Der Gestaltung engagementfreundlicher Strukturen kommt somit eine hohe Bedeutung zu.
Siehe auch: Zweck und Ziel der Arbeit

## Zusammenarbeit von ehrenamtlichen und professionellen Kräften
In einigen Einrichtungen und Handlungsfeldern – etwa im sozialen bzw. karitativen Bereich – ist eine enge Zusammenarbeit zwischen Professionellen und Ehrenamtlichen typisch. Beispielsweise zeichnen sich ambulant betreuten Wohngemeinschaften üblicherweise durch einen Mix von beruflichen Hilfen, von Angehörigen und von bürgerschaftlich engagierten Personen aus.
Die Kooperation von ehrenamtlichen und professionellen Kräften birgt zugleich Chancen und Konfliktpotenzial. Das Bundesministerium für Familie, Senioren, Frauen und Jugend (BMFSFJ) bewertet 2015 in einem „Leitfaden“ die Zusammenarbeit vorwiegend positiv und empfiehlt, einerseits hauptamtlich betriebenen Einrichtungen die Chancen der Einbeziehung ehrenamtlichen Engagements zu verdeutlichen und andererseits Vereine dabei zu unterstützen, hauptamtliche Kräfte in einer Weise in ihren Vereinen einzubeziehen, die ihre ehrenamtliche Basis nicht schwächt, sondern stärkt.
Freiwillig Engagierte bringen neben Zeit und Erfahrung auch einen „Blick von außen“ ein, was von manchen Akteuren als Innovationspotenzial gewertet wird. Teils kritisch gesehen wird eine Kompetenzzuschreibung, die zwischen der „Professionalität der Bezahlten“ einerseits und dem „Engagement mit Herz“ andererseits unterscheidet, und ein sensibler Umgang mit der „Hierarchisierung“ von bezahlten und unbezahlten Kräften wird angemahnt.

## Besondere Aspekte ehrenamtlichen Engagements

### Netzwerke
Verschiedene Vereine und Verbände haben sich zu Netzwerken zusammengeschlossen, um die Möglichkeiten und die rechtlichen Rahmenbedingungen für freiwillige Arbeit zu verbessern. Sie bieten auch Plattformen für Kommunikation und Informationsaustausch und binden Wissenschaft und Forschung ein, die sich mit Rahmenbedingungen und Wandel des Ehrenamtes im Dritten Sektor befasst und inzwischen auch eine umfangreiche Literatur zum Themenfeld hervorgebracht hat. Weiterhin gründeten sich in jüngster Zeit Projektbüros und lokale Netzwerke, die auch Beratungsangebote für Ehrenamtliche vorhalten (z. B. die hessische Landesehrenamtsagentur). Es gibt außerdem verschiedene Wettbewerbe, die sich an soziale Projekte und Vereine richten, und diese mit einem Coaching und/oder Preisgeld unterstützen (z. B. Startsocial und die Doing Good Challenge). Eine Variante des Ehrenamtes ist beispielsweise die Arbeit in Selbsthilfegruppen – zugleich eher ein Fall von gegenseitiger Hilfe (was in die schwierige Definition von wer hilft wem, was ist Freundschaft, was ist Ehrenamt, hinein reicht). In anderen deutschsprachigen Ländern gibt es auch andere Formen solcher Selbsthilfegruppen, vgl. hierzu etwa den Aufbau einer Zeitbank-Organisation im Südtiroler Ort Tramin.

### Integration
Eine längere ehrenamtliche Tätigkeit bei einer gemeinnützigen Organisation oder einem Verein kann von der Staatsangehörigkeitsbehörde im Rahmen einer Ermessensentscheidung für eine Einbürgerung in Deutschland als besondere Integrationsleistung gewertet werden.

### Internet und neue Medien
Die Arbeit vieler Open-Source- und Open-Content-Projekte wird zum größten Teil ehrenamtlich geleistet und stellt so eine Form von bürgerschaftlichem Engagement dar. Bekannte Beispiele sind die Erstellung und Pflege von Inhalten der Wikipedia durch freiwillige Autorinnen und Autoren, oder die Sammlung und Pflege von Geodaten zur freien Weltkarte OpenStreetMap. Auch beim Volunteer-Computing entstehen in Form von freier Software und freien Inhalten Güter, die der Öffentlichkeit zur Verfügung gestellt werden. Darüber hinaus etabliert sich zunehmend auch der Interneteinsatz im traditionell organisierten Ehrenamt. Vor allem bei sporadischem, projektbezogenem Engagement sowie bei der Wahrnehmung organisatorischer Aufgaben wird das Internet von den Engagierten häufig genutzt. Äquivalent zum Online Volunteering im angloamerikanischen Sprachraum wird hierbei von der Online-Freiwilligenarbeit oder digitalem Ehrenamt gesprochen.
Das Freiwilligenprogramm der Vereinten Nationen (UNV) mobilisiert berufserfahrene Experten für Einsätze in der Entwicklungszusammenarbeit. Darüber hinaus vernetzt die Organisation über ihr Online Volunteering Service Entwicklungsorganisationen mit freiwilligen Helfern, die vom Heimatland aus Dienste wie das Erstellen von Websites, das Übersetzen von Texten oder die Planung von Fundraising-Kampagnen übernehmen.
Auch das World Wide Web Consortium (W3C), bestehend aus Vertretern der Industrie wie etwa Microsoft, IBM, Apple, Adobe und Sun, ist ein ehrenamtlich arbeitendes Konsortium, das Standards für das Internet wie etwa dessen Barrierefreiheit entwickelt.

### Pro bono
Pro bono ist eine Form des Ehrenamts, bei denen die pro-bono-Kräfte spezifische Kenntnisse und Fähigkeiten einbringen. Das Engagement erfolgt dabei zeitlich begrenzt, freiwillig und ohne Bezahlung oder zu einer Bezahlung, die deutlich unter dem marktüblichen Preis liegt. Pro-bono-Einsätze sind beispielsweise in der Medizin verbreitet (siehe zum Beispiel die Arbeitsweise bei Medinetz-Organisationen). Auch bei Initiativen wie startsocial, einem Businessplanwettbewerb für soziale Initiativen, nutzen Ehrenamtliche aus der Wirtschaft ihr Fachwissen, um soziale Projekte zu coachen.

### Zeitspende und Geldspende
Eine Studie des Wissenschaftszentrum Berlin für Sozialforschung (WZB) kam zum Ergebnis, dass jemand, der ein Ehrenamt ausübt, auch dazu tendiert, finanziell großzügiger zu sein. Den Rahmen der Studie bildet ein vom Bundesministerium für Familie, Senioren, Frauen und Jugend gefördertes Projekt, erste Teilergebnisse lagen Ende 2005 vor (Fachtagung über den Aufbau einer nationalen Spendenberichterstattung).
Für aktuelle und differenzierte Angaben zum Spendenwesen wird eine ständige Spendenberichterstattung gefordert wie in den USA, Großbritannien oder Kanada, mit verlässlichen Angaben über Spenden bis hin zur Nennung der Spender selbst.
Verstärktes bürgerschaftliches Engagement kann zur Stärkung des schwindenden Sozialkapitals, zum Empowerment des Individuums und zu einer neuen politisch gefärbten Kultur des „Einmischens“ und Mitgestaltens in Gesellschaft, Kultur und Umwelt führen (siehe auch partizipatorische Demokratie), die einer mit dem Versprechen der staatlichen Rundumversorgung entstandenen Konsum- und Anspruchshaltung und ihren Folgen entgegenwirkt.

## Wert ehrenamtlicher Arbeit

### Berechnungsansätze
Um den Wert ehrenamtlicher Arbeit gibt es eine gesellschaftliche Diskussion. In Studien zu ehrenamtlicher Arbeit wird der Versuch unternommen, den Wert ehrenamtlicher Arbeit für eine Stadt, ein Land oder einen Staat zu berechnen. Dabei geht man meist vom Opportunitätserlös aus, resultierend aus der Überlegung, was es kosten würde, wenn diese Arbeit von bezahlten Kräften geleistet würde (Alternativkostenbetrachtung). In der wissenschaftlichen Diskussion gibt es keine einheitliche Position, ob solche Berechnungen tatsächlich den finanziellen Wert ehrenamtlicher Arbeit abbilden.
Es gibt Hinweise dafür, dass bei der Verwendung des Opportunitätserlöses der Wert von ehrenamtlichen oder pro bono Tätigkeiten für den Empfänger überschätzt und zugleich der Wert der Leistung für den Erbringer der Leistung selbst sowie für die Gesellschaft als Ganzes unterschätzt wird. Eine Überbewertung entsteht dadurch, dass der Opportunitätserlös nicht abbildet, ob überhaupt die Bereitschaft besteht, eine entsprechende Leistung zu diesem Preis einzukaufen, da sie ja lediglich unter der Voraussetzung einer kostenfreien oder zumindest weit unter dem Marktpreis liegenden Bezahlung angenommen wird. Umgekehrt entsteht eine Unterbewertung z. B. insofern, als der Leistende stattdessen einer bezahlten Tätigkeit nachgehen und den so erwirtschafteten Verdienst spenden könnte, er aber der Zeitspende den Vorzug gibt, die aus seiner Sicht folglich mehr wert sei. Neben der Höhe des in dieser Zeit erwirtschaftbaren Verdienstes (der Opportunitätskosten) kommt dabei auch zum Tragen, wie die ehrenamtlicher Arbeit im Vergleich zur bezahlten Arbeit im Hinblick auf Autonomie, Mitbestimmung, sozialem Austausch, Anregung, Anstrengung usw. bewertet wird (siehe auch: Abschnitt „Motive ehrenamtlich Engagierter“).
Es ist vorgeschlagen worden, bzgl. der Bewertung und der Schätzung des Umfangs freiwilliger Arbeit zu unterscheiden zwischen informeller (nicht zentral organisierter) und formeller (im Rahmen einer Organisation durchgeführten) Freiwilligenarbeit.

### Konkrete Auswirkungen
Jenseits von Darstellungen, die auf die Erfassung des Werts ehrenamtlicher Arbeit in Bezug auf eine Gesellschaft oder Teile von ihr abzielen, spielt in der praktischen Arbeit von sozialen Organisationen der Wert ehrenamtlicher Arbeit in zwei Fällen eine Rolle:
1. Berücksichtigung ehrenamtlicher Arbeit als Eigenmittel bei Anträgen auf öffentliche Förderung: Die Perspektive, die bei Anträgen (z. B. bei Stiftungen) und bei Förderungen (z. B. bei einigen EU-Programmen) in Bezug auf ehrenamtliche Arbeit eingenommen wird, ist eine betriebswirtschaftliche. Der Antragsteller erklärt in solchen Fällen, dass er von den Gesamtkosten einer Maßnahme oder eines Projekts einen bestimmten Anteil mit Hilfe ehrenamtlicher Arbeit erbringen möchte. Die Argumentationskette ist also, dass von einer bestimmten Summe X (zum Beispiel 100.000 €), ein bestimmter Anteil Y (zum Beispiel 20.000 €) mit Hilfe ehrenamtlicher Arbeit erbracht wird und daher die Förderung nicht die Gesamtkosten des Projekts, die Summe X (100.000 €) betragen muss, sondern nur die Summe X − Y (also zum Beispiel 100.000 € − 20.000 € = 80.000 €). Anzusetzen sind die Kosten, die entstanden wären, wenn die Organisation die Leistungen am Markt hätte kaufen müssen und diese nicht durch ehrenamtliche Arbeit eingespart worden wären.
2. Bewertung im externen Berichtswesen: Bei der Darstellung des Werts ehrenamtlicher Arbeit in Jahresberichten wird eine volkswirtschaftliche Perspektive eingenommen. Ehrenamtliche Arbeit ordnet man hier in den gesellschaftlichen Kontext ein und betrachtet sie in Bezug auf die gesamte Wertschöpfung in der Gesellschaft. Ausgegangen wird wieder von den Kosten, die ein externer Unternehmer in Rechnung stellen würde (Arbeitgeber-Bruttolohn).

Bei der Bestimmung der Höhe dieses Arbeitgeber-Bruttolohns ist nun auch die Qualifikation der Person, die die Arbeit geleistet hat, zu berücksichtigen. In Deutschland gilt die Regel, dass Menschen nur dann als qualifiziert gelten, wenn sie für die Tätigkeit, die sie ausüben, auch formal ausgebildet worden sind. Üben sie Tätigkeiten aus, für die sie keine reguläre Ausbildung erhalten, sondern sich die Kenntnisse im Laufe ihres Lebens angeeignet haben, gelten sie als Hilfskräfte. Der Arbeitgeber-Bruttolohn bestimmt sich also nach der Qualifikation des Ehrenamtlichen in Bezug auf seine ehrenamtliche Tätigkeit und seine formalen Qualifikationen, die die ehrenamtlich tätige Person im Laufe ihres Lebens angesammelt hat. Dort wo ein Mensch, der Arzt ist, auch als Arzt ehrenamtlich arbeitet, hat seine ehrenamtliche Arbeit auch den Wert der Arbeit eines Arztes. Ist nun derselbe Mensch, der als Arzt ausgebildet ist, als ehrenamtlicher Buchhalter tätig, so ist seine Tätigkeit hier nur als Hilfstätigkeit zu bewerten, da er zwar Lebenserfahrung in diese Tätigkeit einbringt (Führen und Abrechnen einer eigenen Praxis), aber keine formale Ausbildung als Buchhalter besitzt.

## Ehrenamt und soziale Verantwortung des Staates
Nach der bisher umfassendsten Untersuchung über einen Zusammenhang zwischen wohlfahrtsstaatlichen Aktivitäten und der Bereitschaft, sich persönlich ehrenamtlich zu engagieren (Robert D. Putnam (Hrsg.): Gesellschaft und Gemeinsinn. Sozialkapital im internationalen Vergleich. Bertelsmann-Stiftung, Gütersloh 2001), gibt es einen direkten Bezug zwischen ihnen. Diese Fallstudie, durchgeführt von den 1960er-Jahren bis zur Jahrhundertwende in Großbritannien, Schweden, den Niederlanden, Frankreich, Deutschland und Spanien sowie den USA, Japan und Australien, berücksichtigte die unterschiedlichen Varianten und Ausprägungen sowohl des Wohlfahrtssystems als auch die des persönlichen Engagements in diesen Ländern.
Festgestellt wurde, dass die beiden Länder mit den höchsten Werten staatlicher sozialer Verantwortung und Wohlfahrtspolitik, die Niederlande und Schweden, auch die höchsten Werte an unentgeltlichem Bürgerengagement aufweisen. In Frankreich zeigte sich ein direkter Zusammenhang zwischen den Kurven politischer Entscheidungen, den Sozialstaat betreffend, und denen der Entwicklungen im Vereinssektor: die Spitzen- und die Tiefstwerte korrespondieren jeweils miteinander. Ähnliche Tendenzen wurden in den USA, in Schweden und Australien gefunden.

## Verwandte Formen freiwilliger Tätigkeit
Es gibt kommerzielle Agenturen, die Bewerbern Kurzprogramme für eine freiwillige Tätigkeit im Ausland anbieten, für die die Teilnehmer, ähnlich wie für einen Pauschalurlaub, eine Bezahlung leisten. Eine solche vermittelte Tätigkeit, „Voluntourismus“ genannt, nimmt eine Mittelstellung zwischen Urlaubsreise und Freiwilligendienst ein.

## Kritik

### Zwiespältigkeit der staatlichen Förderung
Kritisch ist der Stellenwert ehrenamtlicher Arbeit in der gesellschaftlichen Gegenwartssituation zu betrachten, da diese durch steigende Verschuldung der öffentlichen Haushalte und steigende Kosten im sozialen und Gesundheitsbereich gekennzeichnet ist. Es liegt nahe zu vermuten, dass unbezahlte Arbeit einige der nicht mehr vom Staat bezahlten Aufgaben übernehmen soll, die in den letzten Jahrzehnten in den Bereich staatlicher Fürsorge fielen.
Zieht sich hingegen ein Staat aus seiner sozialen Verantwortung zurück, wie dies etwa in den USA und in Deutschland zu beobachten ist, sinkt die Bereitschaft, sich ehrenamtlich zu betätigen. Wolfgang Engler zitiert in seinem Buch Bürger, ohne Arbeit die Untersuchung der Bertelsmann-Stiftung und folgert daraus: „Soziales Kapital wird in der Lebenswelt gebildet, bleibt an soziale, rechtliche, infrastrukturelle Rahmenbedingungen gebunden […] Wo der Staat sozial abrüstet, abdankt, entfernen und entfremden sich die Menschen voneinander, […] schläft ihr sozialer Sinn unwiderruflich ein.“ Und nach Beobachtungen verschiedener Freiwilligenagenturen „wächst das Problembewusstsein bei den neuen Engagierten, dass ehrenamtliche Arbeit bezahlte Arbeit bei den wichtigen Aufgaben ersetzen könnte, die eigentlich der Staat zu finanzieren hat.“
So wurden beispielsweise in England Sozialleistungen für kognitiv beeinträchtigte Personen mit der Begründung, die Versorgung würde durch ehrenamtliches Engagement kostengünstiger und selbstständig organisiert, massiv gekürzt. Es können jedoch nicht alle sozialen Aufgaben ehrenamtlich organisiert werden, was sich in diesem Fall gezeigt hat. Kritiker weisen darum darauf hin, dass als Gemeinwesenarbeit fungierendes Ehrenamt Sinnbild einer austeritären Politik sei, die keine nachhaltige Form der Wohlfahrtspflege beabsichtige. Stattdessen benötige es Formen der Zusammenarbeit, die Formen der Autonomie, Mitbestimmung sowie konkrete Besitzrechte verankerten. Silke van Dyk und Tine Haubner bezeichneten das Phänomen, dass beispielsweise ehrenamtliche Pflegehelfer und Sterbebegleiter oft prekärere Personen gleichen Alters seien, als „Community-Kapitalismus“ und Ausprägung unbezahlter Arbeit.
Unter diesem Aspekt richtet sich Kritik gegen die Förderung ehrenamtlichen Engagements durch den Staat, insofern dieser nur seinen Haushalt entlasten will: Ehrenamtliche als willkommene „Melkkühe“, in Verbindung mit Kritik der Finanzierung des Haushaltes (z. B. zu geringe Besteuerung der Reichen) oder der Verwendung der Haushaltsmittel (z. B. zu hohe Ausgaben für militärische Rüstung). Claudia Pinl stellt in ihrem Buch Freiwillig zu Diensten einen Zusammenhang her zwischen „kaputtgesparten“ Kommunen, Einschnitten im sozialen Netz, der Konzentration des Reichtums bei wenigen und den Appellen an alle, sich ehrenamtlich zu betätigen, und stellt die These auf, dass Ehrenamtliche den Niedriglohnsektor ausdehnen und die Arbeit von Hauptamtlichen dequalifizieren. Sie stopfen Löcher, die politische Entscheidungen ins Sozialwesen, die Bildung und die Infrastruktur gerissen haben. Der Lohndruck auf Professionelle und eventuell ihre Verdrängung vom Arbeitsmarkt sei ähnlich problematisch wie bei subventionierten Tätigkeiten, z. B. bei Arbeitsgelegenheit mit Mehraufwandsentschädigung, den sogenannten „Ein-Euro-Jobs“, oder bei Zivildienstleistenden. Daher seien ehrenamtliche Tätigkeiten inzwischen stark von Kritik betroffen. Wegen dieser Aspekte wird auch die Übungsleiterpauschale kritisiert.
Während Überlegungen zum Ehrenamt als prosozialem Verhalten starke Beachtung finden, gilt dies für die Betrachtung des Ehrenamtes als frei-gemeinnützige Arbeit, also als Tätigkeit, nur in beschränktem Maße. „Frei-gemeinnützige Arbeit ist Arbeit in dem Sinne, dass diese Arbeit unter anderen Umständen auch bezahlt werden könnte.“ Führt man sich vor Augen, wie viele Freiwilligentätigkeiten von ihrer Struktur und Organisiertheit her ohne Probleme bezahlte Arbeitstätigkeiten sein könnten, so scheint der Arbeitsbegriff in vielen Fällen durchaus angebracht zu sein.
Andererseits ist ehrenamtliches Engagement, das zugunsten derjenigen erbracht wird, die davon direkt profitieren, zu begrüßen oder eventuell sogar notwendig, wenn solche Arbeit wegen Unbezahlbarkeit sonst entfiele. Dass es „indirekte“ Profite gibt, etwa wenn Wohlhabende nicht ganz besonders und sei es über Stiftungen oder andere materielle Leistungen (neben Steuern) teilhaben – solche Gerechtigkeitsfragen sind keine Gründe gegen staatliche Förderung ehrenamtlichen Engagements. Daneben muss berücksichtigt werden, dass entsprechendes politisches Handeln auch das Ziel haben kann, Subsidiarität zu stärken.

### Definitionsprobleme und soziale Anerkennung
Der Begriff des Ehrenamts hat gegenüber anderen Bezeichnungen Vorzüge. Die ehrenamtliche Tätigkeit ist ehrenvoll, wertet sozial auf, lässt statt monetärer Entgeltung soziale Anerkennung verdienen, was allerdings nicht bei allen ehrenamtlichen Tätigkeiten und Leistungen in der Gesellschaft gleich erfolgt; auch in Bezug auf Aufwandsentschädigungen unterscheiden sich Ehrenämter sehr. Nur institutionalisierte Ehrenämter bieten Vergünstigungen wie Fahrgeld oder ermäßigte Eintritte in Museen. Gleichwertiges Engagement „im Dunkeln“ fällt oftmals nicht auf: Während ehrenamtliches Engagement meist sehr gelobt wird, erhalten etwa Hausarbeit, Krankenpflege und Kindererziehung, die auch unentgeltliche Dienste für die Gesellschaft sind, meist weniger Anerkennung.
Die Begriffe „bürgerschaftliches Engagement“ und „zivilgesellschaftliches Engagement“ oder „Freiwilligenarbeit“ als Ersatz für „Ehrenamt“ haben die notorische Unschärfe des eigentlich Gemeinten nicht aufheben können. Darüber hinaus ist die Frage entstanden, ob bürgerschaftliches und zivilgesellschaftliches Engagement Synonyme sind oder nicht. Wenn man von Engagement in einer Bürgergesellschaft oder Zivilgesellschaft spricht, scheint die synonyme Verwendung gerechtfertigt. Hingegen ist Engagement für Bürgergesellschaft bzw. Zivilgesellschaft, etwa im Sinne von mehr Bürgergesellschaft oder Zivilgesellschaft oder von Verbesserung entsprechenden gesellschaftlichen Lebens, nicht ohne weiteres gleichsetzbar, da diese Begriffe aus unterschiedlichen Traditionen politischen Denkens stammen.
Während „ehrenamtliches Engagement“ den Charakter der Zeitspende hat, sind „zivilgesellschaftliches“ oder „bürgerschaftliches Engagement“ umfassendere Begriffe, die auch Engagement durch Geldspenden einschließen.
2021 veröffentlichte Studien von Forschenden der Universitäten Vechta und Bochum, ergaben, dass wenn Personen ein Ehrenamt übernehmen oder ihr ehrenamtliches Engagement intensivieren, dies kaum Auswirkungen auf ihr Wohlbefinden hat.